# Нидхэм, Майкл
Майкл Остин Нидхэм (англ. Michael Austin Needham; род. 22 декабря 1981) — американский политический советник. Он назначен советником Госдепартамента, который должен вступить в должность в январе 2025 года в рамках второй администрации Дональда Трампа.

## Биография

### Ранняя жизнь
Нидхэм родился 22 декабря 1981 года в Манхэттене и вырос в Нью-Йорке. Его отец управлял небольшим инвестиционным банком, а мать была руководителем Saks Fifth Avenue. Он учился в Collegiate School в Нью-Йорке, а затем в Williams College в Массачусетсе, где специализировался на политологии и редактировал школьную газету. Нидхэм окончил Williams в 2004 году, получив степень бакалавра гуманитарных наук в области политологии и экономики. Позже он учился в Stanford Graduate School of Business с 2008 по 2010 год, получив степень магистра делового администрирования.

### Карьера
После того, как Нидхэм окончил Уильямс в 2004 году, он получил работу в Heritage Foundation, консервативном аналитическом центре, с помощью своего коллеги-выпускника Уильямса и калифорнийского политика Билла Саймона. Его описывали как «амбициозного и трудолюбивого», и в течение шести месяцев его повысили до должности начальника штаба президента Heritage Foundation Эдвина Фелнера. После трех лет работы в Foundation он присоединился к президентской кампании Руди Джулиани в 2007 году, где проработал до 2008 года.
Нидхэм был соавтором бизнес-плана для Heritage Action, родственной организации Heritage Foundation, во время учёбы в Стэнфорде. По данным The Washington Post, он был завербован Фойлнером «для создания группы, которая будет привлекать законодателей к ответственности за их голоса». В апреле 2010 года он и Фойлнер совместно написали статью в Wall Street Journal, в которой объявили об основании Heritage Action, назвав её «Новые клыки для консервативного зверя» и описав новую организацию как «клыки» для «зверя» Heritage Foundation. Нидхэм был назначен первым главным исполнительным директором (CEO) группы.
The New York Times описала Нидхэма как «ведущего практика бескомпромиссного, выжженного стиля политической борьбы, который был торговой маркой политиков и активистов, вдохновленных Движением чаепития». Он возглавил Heritage Action, которая стала одной из самых влиятельных консервативных лоббистских групп. Его описывали как главного противника «истеблишмента», а The Washington Post отмечала, что он «нагнетал страх на республиканцев задолго до Дональда Трампа». Он помогал кампании по остановке Закона о доступном медицинском обслуживании (ACA), и возглавлял группу, сыгравшую важную роль в приостановке работы федерального правительства США в 2013 году, а The Wall Street Journal окрестил Нидхэма «стратегом, стоящим за остановкой».
После восьми лет на посту генерального директора Heritage Action Нидхэм покинул группу в 2018 году, чтобы стать начальником штаба сенатора США от Флориды Марко Рубио. Он проработал пять лет начальником штаба Рубио, прежде чем уйти в июне 2023 года, чтобы основать America 2100, аналитический центр, президентом которого затем стал Нидхэм. Позже он также присоединился к American Compass, аналитическому центру, созданному Ореном Кассом, в качестве председателя в июле 2024 года.
После победы Дональда Трампа на президентских выборах 2024 года он объявил 8 декабря 2024 года, что назначает Нидхэма на должность советника Государственного департамента США. На этой должности он будет напрямую консультировать Марко Рубио, назначенного государственным секретарем.

## Личная жизнь
Нидхэм женился на Рэйчел Холт, с которой познакомился в Стэнфорде, в 2012 году.